# Joshua Gatt
Joshua Alexander Gatt (Plymouth, 29 agosto 1991) è un calciatore statunitense, attaccante del Gold Star.

## Caratteristiche tecniche
Ole Gunnar Solskjær lo descrisse come un calciatore veloce, tecnico ed "eccitante".

## Carriera

### Club
Si mise in luce in un torneo disputato in Svizzera contro alcune squadre giovanili europee. All'ala fu offerto un provino con il Magonza e con l'Altach e successivamente gli fu proposto un contratto da entrambi i club.
Gatt decise di legarsi all'Altach, abbandonando così la possibilità di giocare nell'Indiana University. Subito dopo il suo arrivo in Austria nell'estate 2010, fu immediatamente integrato alla prima squadra. Inizialmente fu visto come un rincalzo, ma presto emerse e conquistò un posto da titolare durante la prima metà della stagione. Segnò anche 4 reti nel campionato e altre 2 nella coppa nazionale.
Il 12 gennaio fu ufficializzato il suo passaggio ai norvegesi del Molde. Il 29 giugno 2013, nel corso della vittoria per 3-1 sul Sarpsborg, subì un infortunio al ginocchio che gli fece concludere anzitempo la stagione.
Libero da vincoli contrattuali, in data 15 febbraio 2017 si è accordato con il Minnesota Utd, franchigia appena affiliatasi alla Major League Soccer. Il 31 marzo successivo è passato ai Colorado Rapids.
Il 23 giugno 2020 è passato ufficialmente agli irlandesi del Dundalk.
L'11 febbraio 2021 è tornato negli Stati Uniti, ai Pittsburgh Riverhounds.

### Nazionale
Gatt fu convocato dagli Stati Uniti under 18 nel corso del 2008. A dicembre 2010, approfittando della pausa invernale del campionato austriaco, fu selezionato per far parte degli Stati Uniti under 20: fu protagonista di una prestazione definita "scintillante" contro il Canada under 20, segnando due reti e fornendo l'assist per altre tre.
Il 27 giugno 2013 fu convocato dal commissario tecnico Jürgen Klinsmann per la Gold Cup 2013. Dovette però saltare la manifestazione per infortunio e fu così sostituito da Brek Shea.

## Palmarès

### Club

#### Competizioni nazionali
- Campionato norvegese: 2

Molde: 2011, 2012, 2014
- Coppa d'Irlanda: 1

Dundalk: 2020